# 道の駅八千穂高原
道の駅八千穂高原（みちのえき やちほこうげん）は、長野県南佐久郡佐久穂町にある国道299号の道の駅である。

## 概要
中部横断自動車道の八千穂高原IC付近に位置し、南佐久6町村（南佐久郡川上村、南佐久郡北相木村、南佐久郡小海町、南佐久郡佐久穂町、南佐久郡南相木村、南佐久郡南牧村）の玄関口として整備する。アウトドア企業のモンベルと連携して整備され、関連企業が設計を行い、直営店が出店。

## 歴史
- 2024年（令和5年）
  - 2月16日 - 国土交通省より第60回登録において「道の駅八千穂高原」として登録[1]。
  - 9月27日 - 開駅[1][2]。

## 施設
- 駐車場 160台
- トイレ 33器
- 情報提供施設
- 休憩施設
- 観光案内所
- バス停
- ベビーコーナー
- 非常用電源
- 備蓄倉庫
- 貯水槽
- マンホールトイレ
- シャワー室
- 公衆電話
- 公衆無線LAN
- 物販施設
- 飲食施設
- キッズスペース
- イベント広場
- ドッグラン
- キャンピングカーサイト
- レンタサイクル
- EV充電施設

## アクセス
- 国道299号 - 登録路線
- E52 中部横断自動車道 八千穂高原IC